# سيزار ديلغادو
سيزار فابيان (تشيليتو) ديلغادو غودوي (بالإسبانية: César Delgado) (18 أغسطس 1981 في روساريو) لاعب كرة قدم أرجنتيني يلعب حاليا في نادي مونتيري في خط الهجوم . اكتسب لقب تشيليتو للتفريق بينه وبين مارسيلو ديلغادو اللذان يتشاركان في نفس اللقب.

## المسيرة الرياضية مع الأندية
بدأ سيزار مسيرته الرياضية في نادي روساريو سينترال . ثم انضم إلى نادي كروز أزول المكسيكي في سنة 2003 حيث شارك في 16 مباراة مسجلا 8 أهداف . في الموسم التالي شارك سيزار في 21 مباراة مسجلا أيضا 8 أهداف . في الموسم الذي تلاه شارك في 15 مباراة مسجلا 6 أهداف فقط . في 8 يناير 2008 وافق على الانتقال إلى نادي ليون مقابل 11 مليون يورو وشارك للمرة الأولى في 20 يناير أمام فريق لنس في بطولة دوري الدرجة الأولى .

## المسيرة الرياضية مع المنتخبات
شارك ديلغادو في عدة مباريات دولية مع منتخب الأرجنتين في تصفيات كأس العالم 2006 ولكن بسبب تعرضه للإصابة فإنه تم استبعاده من المشاركة في نهائيات البطولة التي أقيمت في ألمانيا . وشارك سيزار أيضا في بطولة كوبا أمريكا 2004 مسجلا هدف واحد كما كان عضوا في تشكيلة المنتخب الأولمبي الذي حقق الميدالية الذهبية في مسابقة كرة القدم بدورة الألعاب الأولمبية 2004 التي أقيمت في العاصمة اليونانية أثينا .

## روابط خارجية
- سيزار ديلغادو على موقع الاتحاد الدولي (مؤرشف)  (الإنجليزية)
- سيزار ديلغادو على موقع قاعدة بيانات كرة القدم.إي يو (الإنجليزية)
- سيزار ديلغادو على موقع ليكيب (الفرنسية)
- سيزار ديلغادو على موقع ناشيونال فوتبول تيمز (الإنجليزية)
- سيزار ديلغادو على موقع Soccerway.com (الإنجليزية)
- سيزار ديلغادو على موقع عالم كرة القدم.نت (الإنجليزية)
- سيزار ديلغادو على موقع كووورة
- سيزار ديلغادو على موقع أوليمبيديا (الإنجليزية)